# Полк (округ, Техас)
Шаблон:StateAbbr_ 30°48′ пн. ш. 94°50′ зх. д. / 30.8° пн. ш. 94.83° зх. д.
Округ Полк (англ. Polk County) — округ (графство) у штаті Техас, США. Ідентифікатор округу 48373.

## Історія
Округ утворений 1846 року.

## Демографія
За даними перепису 2000 року загальне населення округу становило 41133 осіб, зокрема міського населення було 8189, а сільського — 32944. Серед мешканців округу чоловіків було 21426, а жінок — 19707. В окрузі було 15119 домогосподарств, 10920 родин, які мешкали в 21177 будинках. Середній розмір родини становив 2,95.
Віковий розподіл населення поданий у таблиці:
| Стать    | До 15 років | 15-21 | 22-29 | 30-39 | 40-49 | 50-65 | 65-85 | Понад 85 |
| -------- | ----------- | ----- | ----- | ----- | ----- | ----- | ----- | -------- |
| Чоловіки | 4002        | 1931  | 2645  | 3102  | 2849  | 3550  | 3114  | 233      |
| Жінки    | 3760        | 1637  | 1587  | 2305  | 2590  | 3789  | 3552  | 487      |

## Суміжні округи
- Анджеліна — північ
- Тайлер — схід
- Гардін — південний схід
- Ліберті — південь
- Сан-Джесінто — південний захід
- Триніті — північний захід

## Виноски
1. ↑  U.S. Decennial Census. United States Census Bureau. Процитовано 6 травня 2015.
2. ↑  Texas Almanac: Population History of Counties from 1850–2010 (PDF). Texas Almanac. Процитовано 6 травня 2015.
3. ↑  State & County QuickFacts. United States Census Bureau. Архів оригіналу за 18 жовтня 2011. Процитовано 22 грудня 2013.(англ.) Наведено за англійською вікіпедією.
4. ↑  QuickFacts. Polk County, Texas. United States Census Bureau. Процитовано 21 лютого 2019.
5. ↑  American FactFinder. Бюро перепису населення США. Архів оригіналу за 26 лютого 2012. Процитовано 31 січня 2008.

| США | Це незавершена стаття з географії США. Ви можете допомогти проєкту, виправивши або дописавши її. |